# Jeanette Ottesen
Jeanette Ottesen, född 30 december 1987 i Lyngby, är en dansk simmare. Hon har deltagit i de olympiska spelen 2004, 2008, 2012 och 2016. Hon innehar det nuvarande danska rekordet på 100 meter frisim.  
Ottesens meriter innefattar bland annat VM-guld på 100 meter frisim 2011 och VM-guld 2013 på 50 meter fjärilsim. 
Ottesen började med simning när hon var runt 12 år gammal och utvecklades snabbt inom den och deltog i sitt första ungdoms-OS 2001 när hon var 13 år. Vid 16 års ålder deltog hon i de olympiska spelen 2004 och har därefter medverkat i de olympiska spelen 2008 och 2012 och 2016.
År 2011 mottog Ottesen Danmarks förnämsta idrottsutmärkelse, Årets Sportsnavn, som utdelas av Danmarks Idrætsforbund och Jyllands-Posten.
Jeanette Ottesen var under åren 2011–2013 gift med simmaren Bobby Gray.
Vid de olympiska simtävlingarna 2016 tog hon en bronsmedalj på 4×100 meter medley tillsammans med Mie Østergaard Nielsen, Rikke Møller Pedersen och Pernille Blume.